# Recinte emmurallat de Vilallonga del Camp
El Recinte emmurallat de Vilallonga del Camp és un conjunt del municipi de Vilallonga del Camp (Tarragonès) declarat bé cultural d'interès nacional.

## Descripció
El poble de Vilallonga encara conserva clarament diferenciat el recinte de la primitiva vila emmurallada, conformat per una successió de portes d'accés i restes de muralla que tancaven el nucli originari. Moltes cases de l'actual vila foren construïdes dins el gruix de la muralla i altres tenen accés per la mateixa muralla, a partir d'una porta allindanada que ha quedat practicada al mur mateix del recinte.
Cal destacar, en aquest sentit, la casa Mestres, així com la torre conservada a ponent de la casa Sol, que integra en ella una de les entrades més importants al poble, justament per la plaça de l'església. Una altra porta destacable és la que obre el carrer major per la part de la carretera de Tarragona. Aquesta presenta un arc de mig punt adovellat format per grans carreus; ran d'aquesta porta d'accés es conserven restes de muralla que originàriament tenien forma de contraforts.
Per darrere de l'església també resten alguna panys de muralla, si bé els arcs han desaparegut, com és el cas del portal de Vilallonga que encara forma part del record de la gent del poble.